# Gmina Narewka
Die Gmina Narewka (belarussisch гміна Нараўка, hmina Naraŭka) ist eine zweisprachige Landgemeinde im Powiat Hajnowski der Woiwodschaft Podlachien in Polen. Viele der Einwohner gehören zur belarussischen Minderheit in Polen. Ihr Sitz ist der gleichnamige Ort (Нарэўка, litauisch Narevka) mit etwa 780 Einwohnern.

## Geschichte

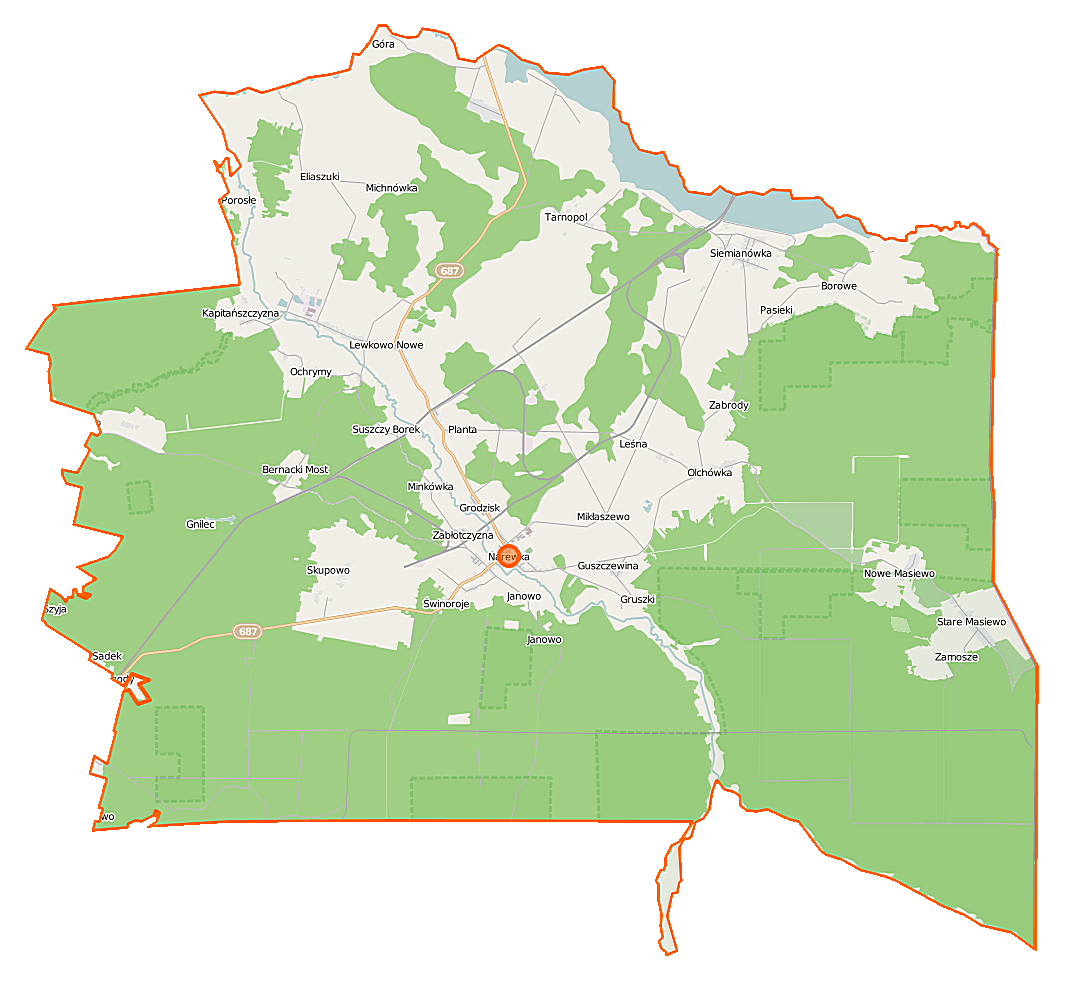
Karte der Landgemeinde Narewka

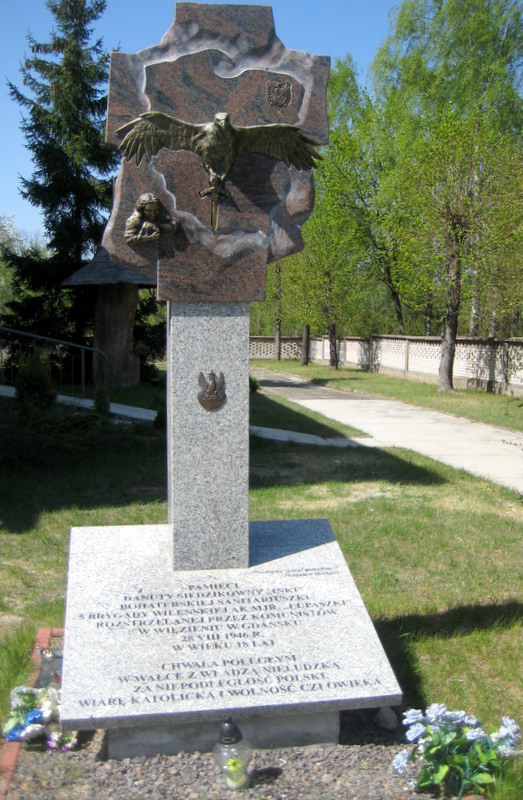
Denkmal für Danuta Siedzikówna

Bei der dritten Teilung Polens 1795 fiel das Gebiet der Gemeinde an Russland. Die Eisenbahnstrecke Hajnówka–Wołkowysk führt seit 1906 durch die heutige Gemeinde.

## Gliederung
Zur Landgemeinde (gmina wiejska) Narewka gehören 23 Ortsteile mit einem Sołectwo (Schulzenamt):
Babia Góra
Eliaszuki
Grodzisk
Janowo
Krynica
Leśna
Lewkowo Stare
Łuka
Michnówka
Mikłaszewo
Narewka
Lewkowo Nowe
Nowe Masiewo
Ochrymy
Olchówka
Planta
Podlewkowie
Siemianówka
Skupowo
Stare Masiewo
Tarnopol
Zabłotczyzna
Weitere Ortschaften der Gemeinde sind:
Baczyńscy
Bazylowe
Bernacki Most
Bielscy
Bokowe
Borowe
Chomińszczyzna
Cieremki
Dąbrowa
Gnilec
Gruszki
Guszczewina
Kapitańszczyzna
Kasjany
Kordon
Kruhlik
Ludwinowo
Łańczyno
Łozowe
Maruszka
Minkówka
Mostki
Nowa Łuka
Nowiny
Osowe
Pasieki
Połymie
Porosłe
Pręty
Siemieniakowszczyzna
Słobódka
Smolnica
Stary Dwór
Stoczek
Suszczy Borek
Świnoroje
Zabrody
Zamosze

## Natur
- Białowieża-Nationalpark
- Naturschutzgebiete Wilczy Szlak, Głuszec, Dolina Waliczówki, Siemianówka
- Naturdenkmale (62 einzelne Bäume und 4 eiszeitliche Gesteinblöcke)
- Stausee bei Siemianówka (3250 ha)
- Das Tal der Narewka

## Persönlichkeiten
- Inka, Danuta Siedzikówna (* 1928 in Guszczewina; 1946 hingerichtet), Krankenschwester der Polnischen Heimatarmee
- Szymon (Romańczuk) (* 1936 in Guszczewina), seit 1981 Erzbischof von Łódź-Poznań der Polnisch-Orthodoxen Kirche.